# Nhonhô Magalhães
Carlos Leôncio de Magalhães (apelidado Nhonhô) (Araraquara, 6 de julho de 1875 – São Paulo, 13 de março de 1931) foi um fazendeiro, empresário, financista e banqueiro brasileiro.
Chamado de quarto rei do café, Nhonhô foi um dos mais ricos cafeicultores paulistas do início do século XX.
Seu nome é associado a fazendas do Oeste Paulista, particularmente a Cambuí (ou Cambuhy), a Barreiro Rico, e a Itaquerê, que posteriormente deram origem a cidades como Matão, Nova Europa, Santa Ernestina, Gavião Peixoto e Tabatinga.

## Biografia
Em 1874 o pai de Nhonhô se instalou em Araraquara procurando novas oportunidades depois de seu negócio não dar certo no Rio de Janeiro.
A vida melhorou e já em 1890 seu pai tinha um banco, outros negócios, e uma estrada de ferro.

### Contexto econômico
Em 1867 foi completada a São Paulo Railway, de capital inglês, que ligava o porto de Santos à Jundiaí. Outras estradas de ferro foram abertas com capital brasileiro conectando Jundiaí ao interior.
Entre as mais importantes estavam a Ituana, Mogiana e a Paulista. Essa última chegava até Rio Claro. 
Uma extensão até São José do Rio Preto, passando por Araraquara e Taquaritinga (antiga Ribeirãozinho), prometia um grande desenvolvimento.
Foi com esse intuito que seu pai, Carlos Baptista, fundou a Estada de Ferro Araraquara que completou seus trabalhos em 1906.

### Fazendas Santa Ernestina, Cucuhy, e São Sebastião (1890-1911)
Em 1890, aos dezesseis anos de idade, Carlos Leôncio comprou sua primeira fazenda. A fazenda Santa Ernestina, em Matão, custou quinze contos de réis (Rs 15.000$000). Nela Carlos Leôncio plantou quatrocentos oitenta mil (80.000) pés de café. Na medida que desenvolvia essa fazenda, adicionou ao negócio as fazendas Cucuhy e São Sebastião. Passou a controlar um milhão trezentos mil pés de café (1.300.000).
Em 1911, vendeu essas fazendas por mil quinhentos contos de réis (Rs 1.500.000$000).

### Fazenda Cambuhy (1911-1924)

#### Compra da sesmaria do conselheiro Gavião Peixoto
Em junho de 1911 foi emitido um certificado de negativo de débitos da sesmaria em Araraquara pertencente ao conselheiro Bernardo Avelino Gavião Peixoto.
Em 25 de novembro de 1911 o conselheiro Gavião Peixoto e sua família venderam a fazenda Cambuhy para Carlos Leôncio de Magalhães por mil e setecentos contos de rés (Rs 1.700.000$000).
Tratava-se de vinte cinco mil (25.000) alqueires com cerca de meio milhão (500.000) pés de café, duas mil cabeças de gado, casas de colonos, e outras benfeitorias.

#### Fundada a Companhia Industrial, Agrícola e Pastoril (CIAPOSP)
Em 16 de janeiro de 1912 Carlos Leôncio constituiu a Companhia Industrial, Agrícola e Pastoril d'Oeste Paulista (CIAPOSP) para levantar capitais com capital social de quatro mil contos (Rs 4.000.000$000).
A diferença entre esse valor e o valor da compra estava na estimativa nova do potencial econômico uma vez que a propriedade era cruzada pela Estada de Ferro Araraquara (1906) e sua nova linha tronco até Tabatinga (1911).
Em março de 1912 a companhia emitiu debêntures de dois mil contos (Rs 2.000.000$000) por intermédio do Banco Francês e Italiano da América do Sul. Com deságio de sete por cento essas notas pagavam juros de oito por cento (8%) ao ano por trinta anos.
Já em agosto de 1913 a propriedade tinha um milhão trezentos quarenta sete mil sete (1.347.007) pés de café.
O período anterior e durante à primeira guerra mundial entre 1915-1918 não foi propício para os negócios. 
Carlos Leôncio tinha planos para emitir novos debêntures, abrir capital para os ingleses americanos, mas falhou.
Em 1918 os estoques nas fazendas e o no porto estavam alto e a perspectiva ruim quando houve uma geada na noite de 24 para 25 de setembro de 1918.
Essa impactou negativamente a produção em São Paulo e Minas Gerais. Teve o efeito de valorizar os estoques e permitiu que caíssem. Em 1918 a fazenda tinha um milhão setecentos vinte nove mil quatrocentos dezesseis (1.729.416) pés de café. 

#### A estratégia da venda
Com o fim da guerra, Carlos Leôncio começou a preparar a fazenda para uma possível venda. Em 1921 os pés de café tinham se recuperado da geada. 
Em 1924 a companhia tinha um milhão seiscentos quarenta mil seiscentos trinta sete (1.640.637) pés de café com mais um milhão cento quarenta oito mil quinhentos trinta sete (1.148.537) prestes a integrar seu portfólio. Ou seja, quase três milhões de pés. 
Carlos Leôncio não pagava dividendos para seus acionistas; investia todos os lucros para a valorização da empresa.

#### Negociações frustradas com o governo italiano
Em 1921 Carlos Leôncio iniciou negociações com o governo italiano para a venda da fazenda. O preço discutido era quinze mil contos de réis (Rs 15.000.000$000). O governo italiano estava com a opção de compra que foi adiada até outubro de 1923 quando Carlos Leôncio a cancelou.
O líder italiano, Benito Mussolini, chegou a corresponder com Carlos Leôncio para propor uma comissão que examinasse a causa do fracasso das negociações.
Em outubro de 1923, Carlos Leônio começou a negociar com o conde de Bessborough, presidente da Brazilian Warrant Company. O preço discutido agora era vinte cinco mil contos de réis (Rs 25.000.000$000) que incluía gado que foi subsequentemente vendido.

#### Venda para aBrazilian Warrant
Em 18 de outubro de 1924, com os debêntures de 1912 pagos, foi acertada a venda da Companhia Industrial, Agrícola e Pastorial d'Oeste (CIAPOSP) por vinte mil contos de réis (Rs 20.000.000$000). 
Pelo preço acertado, os novos donos receberam vinte três mil (23.000) alqueires de terra, dois milhões setecentos oitenta mil (2.780.000) pés de café, e todas as benfeitorias da Cambuhy.
Em 4 de novembro de 1924 ela foi concluída; a compradora foi uma subsidiária da Brazilian Warrant chamada Companhia Agrícola Fazendas Paulistas.
Houve grande repercussão da venda do Brasil. O próprio cheque do British Bank of South America foi publicado nos jornais como o maior cheque já escrito no Brasil até então.
A repercussão na Itália foi de uma grande oportunidade perdida (a opção que tinham era por metade do valor realizado, descontado o gado vendido); o próprio Mussolini reclamou na câmara italiana.
A propriedade vendida aos empresários ingleses compreendia 19 fazendas: Cambuí, Alabama, Boa Vista, Santa Josefa, Retiro, Palmas, Guanabara, Niterói, Água Sumida, São João, Flórida, Califórnia, Arizona, Contribuição, Mato Grosso, Barreiro, Virgínia, Tamandaré e Pedregulho. 
As fazendas eram servidas por trezentos quilômetros de estradas e por dez estações ferroviárias: Toryba, Teixeira Leite, Cambuhy, Uparoba, Gavião Peixoto, Nova Paulicéia, Nova Europa, Matão, Ponte Alta e Santa Josefa. 
Eram setenta quilômetros da Estrada de Ferro Araraquara e da Estrada de Ferro Douradense que corriam dentro da propriedade. 

### Fazenda Itaquerê
Carlos Leôncio conservou uma parte da propriedade, onde estabeleceu a fazenda Itaquerê, nome dado em homenagem ao rio Itaquerê, que corre pela propriedade.
A Itaquerê tinha cinco mil quinhentos setenta (5.570) hectares e era avaliada em três mil duzentos (Rs 3.200.000$000) contos de réis.
O objetivo era de criar ali uma fazenda modelo de produção diversificada, apesar de o café continuar sendo a principal cultura. 
Além das plantações, Carlos Leôncio construiu uma usina de açúcar, originalmente Companhia Açucareira Itaquerê (rebatizada como Usina Santa Fé), e uma usina hidrelétrica. 
A fazenda Itaquerê foi vendida nos anos setenta para a família Malzoni, que rebatizou como Santa Fé.

### Fazenda Barreiro Rico
A terceira fazenda mais importante do cafeicultor foi a Barreiro Rico, comprada em 1926 e que se localiza na região de Piracicaba, na cidade de Anhembi, à beira do Rio Tietê e da represa de Barra Bonita.
Esta fazenda, que tinha uma área total de oito mil alqueires e que após a morte de Carlos Leôncio foi dividida em propriedades menores, dedicava-se particularmente à extração de madeira e à criação de gado nelore. 
A criação de gado se iniciou em 1935. Foi considerada como uma das mais antigas fazendas produtoras ainda em atividade no Brasil.
Carlos Leônio administrou a fazenda entre 1926 e sua morte em 1931 e posteriormente seus filhos Oswaldo (1931 a 1958) e José Carlos (1958 a 2001) geriram a propriedade.

### Casa comissária Correia Magalhães & Cia
Quando jovem, Carlos Leôncio de Magalhães trabalhou em uma casa comissária de Santos, responsável pela compra e venda de café no porto da cidade. Posteriormente se desligou da empresa e fundou sua própria casa comissária em 1910, a Correia Magalhães & Cia. 
Foram sócios de Nhonhô nesta empreitada Pio Lourenço Corrêa, Antonio Joaquim Carvalho Filho, Dario Alves de Carvalho, Eduardo Monteiro dos Reis e Joaquim de Meira Botelho.

### Companhia Paulista de Comércio e Finanças
Nhonhô criou com capital oriundo da venda da fazenda Cambuí a Companhia Paulista de Comércio e Finanças, que atuou como banco e financiadora de negócios principalmente ligado à indústria cafeeira.

### Política
O cafeicultor fez dois discursos na sede da sociedade, um em 1922 e outro em 1923, nos quais defendia os interesses dos grandes proprietários, como a oposição ao Imposto Territorial e a relação entre o café e a taxa de câmbio. Em ambos deixa claro seu envolvimento com as políticas relativas à produção de café e seu posicionamento favorável aos grandes produtores.

## Casa de Higienópolis
Apesar de suas principais atividades econômicas estarem ligadas ao interior paulista, Carlos Leôncio se instalou no começo do século XX na Avenida Higienópolis, no bairro de mesmo nome, em São Paulo.
Começou construir uma nova casa em um terreno contíguo ao que morava no número 758 da Avenida Higienópolis, na altura da esquina com a Rua Albuquerque Lins.
O imóvel, de estilo eclético, foi erguido entre 1930 e 1937 sob a responsabilidade do escritório Siciliano & Silva. 
A casa possui dois mil quatrocentos quarenta três (2.463) metros quadrados distribuídos em cinco andares.
O palacete ostenta piso de marchetaria, lustres de ferro fundido, lambris e móveis de Jacarandá-da-bahia entalhados pelo artista italiano Dinucci, vitrais belgas, mosaicos com vidro Murano e teto em madeira de lei ornamentado em gesso.
Cada quarto tem uma pintura totalmente diferente, sempre imitando tecido, com padrões típicos de castelos franceses. 
No primeiro andar há uma pequena capela inspirada no Mosteiro dos Jerônimos, de Lisboa, e os entalhamentos na madeira da escada principal exibem inúmeros símbolos religiosos. 
No subsolo, há um anfiteatro com capacidade para quase 50 pessoas sentadas, enquanto que na sala um balcão todo em jacarandá mostra o apreço que os donos tinham por saraus e apresentações musicais.
Carlos Leôncio faleceu em 1931 aos cinquenta seis anos em decorrência de um câncer.
Sua mulher e cinco de seus filhos chegaram a habitá-la, porém após onze anos a casa foi vendida. 
Em 1974 ela passou a ser a sede da Secretaria da Segurança Pública de São Paulo e da Delegacia Antissequestro. 
O Shopping Pátio Higienópolis, controlado pelo Grupo Malzoni, comprou o imóvel em um leilão do governo estadual nos anos 2000 por cerca de R$ 19,5 milhões de reais e deu início a um processo de restauro. Hoje o casarão é protegido pelo Patrimônio Histórico.

## Antepassados
Nhonhô Magalhães vem de uma família de origem portuguesa. 
Seus avós paternos, Francisco Carlos de Magalhães e Bernarda Rodrigues Monteiro, emigraram de Portugal e se estabeleceram como comerciantes na cidade fluminense de Niterói. 

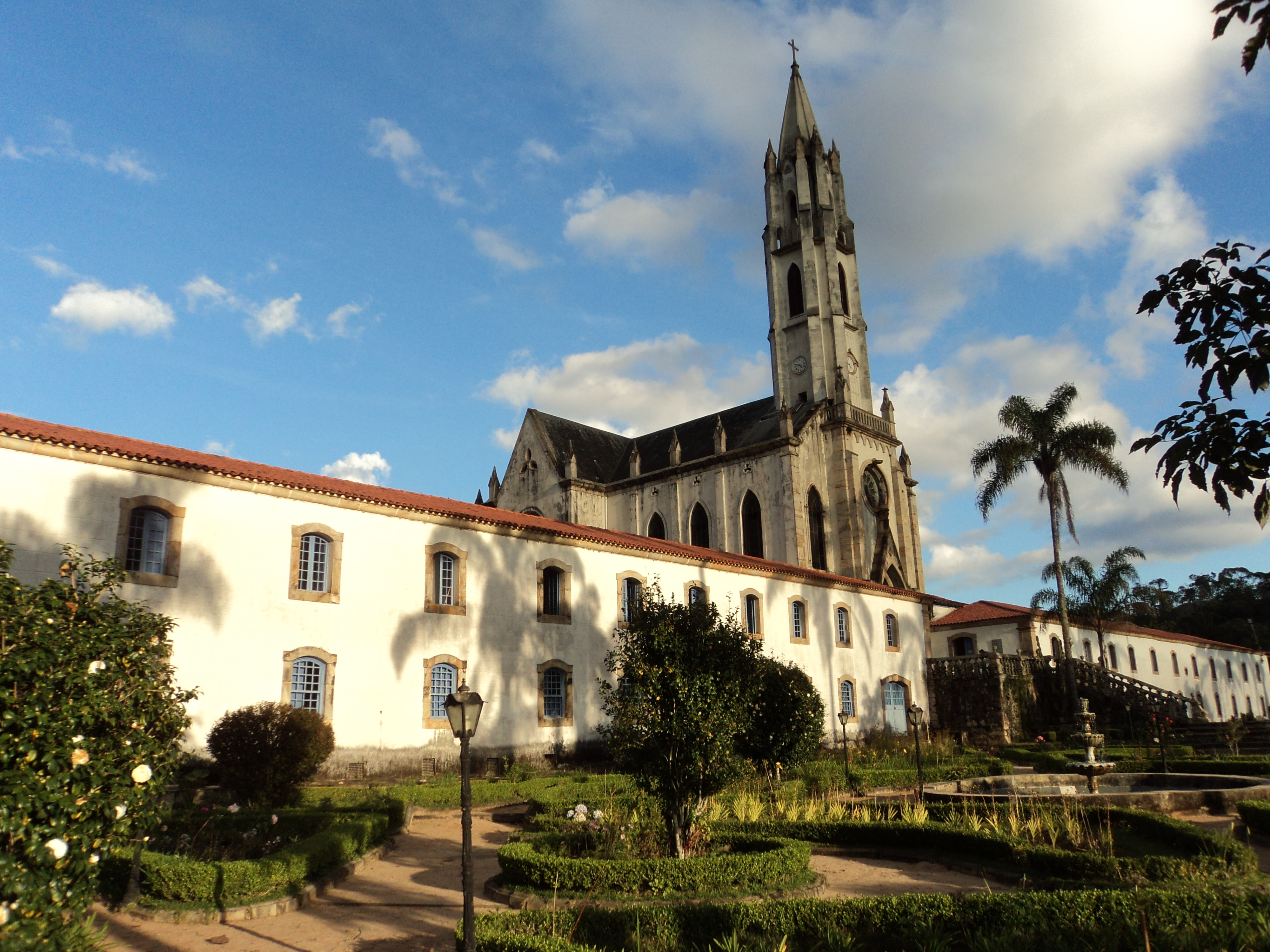
Colégio do Santuário da Serra do Caraça

Seu pai, Carlos Baptista de Magalhães, foi educado no Colégio do Santuário da Serra do Caraça (em Minas Gerais) e Colégio Pedro II (no Rio de Janeiro), onde estudou com Joaquim Nabuco e Rodrigues Alves. 
Após seu pai enfrentar dificuldades financeiras, Carlos Baptista se mudou para o estado de São Paulo, a fim de tentar a vida como representante comercial. 
Sua mãe, a quatrocentona D. Leôncia de Freitas Magalhães também descendia de portugueses. Ela era filha de Justino Correia de Freitas, original de São João do Rio Claro (atual Rio Claro) e de Anna de Arruda, da família Arruda, de Araraquara.
Seu pai, Carlos Baptista de Magalhães, uma vez instalado em Araraquara, se tornou fazendeiro, banqueiro, empresário e político do Centro-Oeste Paulista. 
Em parceria com outros proprietários de terras da região, fundou a Estrada de Ferro Araraquara em 1895, da qual foi presidente. Atuou como vereador na câmara municipal de Araraquara. 
Em 1902 seu pai liderou uma revolta monarquista na região (Revolta de Ribeirãozinho). Todavia, poucos anos depois assumiu a presidência do diretório local do Partido Republicano Paulista (PRP).
Carlos Leônico tinha duas irmãs, Maria Dulce de Magalhães, apelidada Nicota, casada com Valdomiro Pinto Alves, e Maria Elisa de Magalhães, apelidada Zilota, casada com Sebastião Lebeis. 
Valdomiro era filho de Antonio Alves Pereira de Almeida e de Gertrudes Eufrozina Pinto. 
Sebastião Lebeis (Rio Claro, 1874 – São Paulo 1936) era filho de Guilherme Lebeis e de Escolástica de Arruda Botelho.

## Descendentes
Carlos Leôncio casou-se com Ernestina Reis de Magalhães (Rio de Janeiro, 1876 - São Paulo, 1968), filha de José Monteiro Reis e de Adelaide Monteiro Palha, naturais do Rio de Janeiro. 
Com ela teve oito filhos: Maria José (que faleceu com menos de um ano de idade), Carlos (1903-1985), Oswaldo (-1974), Ernestina (1908-2000), Maria Cecilia (1911-1999), Paulo (1913-1996), Adelaide (1917-2014) e José Carlos (1921-2002). 
Seus filhos Carlos, Oswaldo, Paulo e José Carlos se dedicaram  à administração da Companhia Itaquerê, que geria os bens deixados por seu pai. 
Além desta atividade, Paulo Magalhães foi presidente de diversas empresas nacionais e multinacionais (entre as quais Alpargatas e Philips) e José Carlos Reis de Magalhães tornou-se um importante ornitólogo brasileiro, com pesquisas desenvolvidas na fazenda Barreiro Rico.
Carlos casou-se com Marieta Lion e teve duas filhas. Oswaldo casou-se com Jandira Rondon e não teve filhos. Paulo casou-se com Marina Bastos e teve cinco filhos. Ernestina casou-se com Roberto de Paiva Meira e teve dois filhos. Maria Cecilia casou-se com Antonio Ângelo Maria Duprat, visconde de Duprat, e teve três filhos. Adelaide casou-se com Nestor Sacramento Rocha e teve duas filhas. José Carlos casou-se com Cecília Alves e teve cinco filhos.